# Departamento de Vichuquén
El departamento de Vichuquén fue una antigua división territorial de Chile, departamento que perteneció inicialmente a la antigua provincia de Curicó. Fue creada en 1865 y suprimida en 1927 como parte de las reformas administrativas que impulsó la dictadura del general Carlos Ibáñez del Campo.

## Historia
El departamento fue creado, como parte de la antigua provincia de Curicó, mediante la ley que la creó el 26 de agosto de 1865.
El Decreto con Fuerza de Ley 8582 del 30 de diciembre de 1927, que entró en vigencia a contar del 1 de febrero de 1928, estableció una nueva división político administrativa en el país. En consecuencia, el departamento de Vichuquén fue suprimido y su territorio se repartió entre el departamento de Santa Cruz (anexado a la antigua provincia de Colchagua) y el departamento de Mataquito.

## Subdelegaciones
Las subdelegaciones que la integraron, según decreto del 1 de noviembre de 1905, fueron:
- 1.° Vichuquén
- 2.° Llico
- 3.° Paredones
- 4.° Pumanque
- 5.° Nerquihue
- 6.° Lolol
- 7.° Culencó (segregado de la subdelegación Lolol, el 17 de abril de 1875)
- 8.° Alcántara
- 9.° La Huerta
- 10.° Licantén (creada por decreto del 23 de julio de 1875)
- 11.° Iloca

## Comunas
El decreto del 22 de diciembre de 1891 creó, en el departamento de Vichuquén, las siguientes comunas:
- Llico, con las subdelegaciones 2.° Llico y 11.° Iloca
- Paredones, con la subdelegación 3.° Paredones y 4.° Pumanque
- Lolol, con las subdelegaciones 5.° Nerquihue y 6.° Lolol
- La Huerta, con las subdelegaciones 7.° Culencó y 9.° La Huerta

Con posterioridad se creó, además:
- Licantén, creada por decreto 4296 de diciembre de 1918

En 1925 el departamento estaba conformado por las comunas de Vichuquén, Licantén, Llico, Paredones y La Huerta.